# Gratkorn
Gratkorn là một đô thị thuộc huyện Graz-Umgebung bang Steiermark, nước Áo. Đô thị Gratkorn có diện tích 34,56 km², dân số thời điểm cuối năm 2008 là 5936 người. 